# Farní sbor Českobratrské církve evangelické v Litomyšli
Farní sbor Českobratrské církve evangelické v Litomyšli je sborem Českobratrské církve evangelické v Litomyšli. Sbor spadá pod Chrudimský seniorát.
Sbor byl založen roku 1923; odloučil se od sloupnického sboru.
Administrátorem je Daniel Matouš, kurátorem sboru Michal Sadílek.

## Faráři sboru
- Antonín Verner (1926-1928)
- Jan Oliva (diakon, 1928-1929)
- Bohuslav Hromádka (1929-1936)
- Oldřich Videman (1936–1943)
- Adrian Mikolášek (1941–1945)
- Zdeněk Kubíček (1943-1977)
- Jan Vencovský (1977-1995)
- Věra Pleskotová (1996–2011)
- Václav Hurt (2012–2022)